# Cajazeiras do Piauí
Cajazeiras do Piauí là một đô thị thuộc bang Piauí, Brasil. Đô thị này có diện tích 555,553 km², dân số năm 2007 là 3178 người, mật độ 5,72 người/km².